# Honětice
Honětice (deutsch Honietitz) ist eine Gemeinde in Tschechien. Sie liegt 15 Kilometer südwestlich von Kroměříž und gehört zum Okres Kroměříž.

## Geographie
Honětice befindet sich am Fuße des Marsgebirges im Osten des Littentschitzer Berglandes. Das Dorf wird vom Bach Olšinka durchflossen. Nördlich erheben sich die Kázánky (418 m), im Südosten der Stráně (332 m) und der Brdo (587 m), südlich der Chlum (402 m), im Westen die Krahula (450 m) sowie nordwestlich der Kleštěnec (498 m) und der Vinohrádek (454 m).
Nachbarorte sind Zdislavice im Norden, Troubky, Těšánky und Lebedov im Nordosten, Prachař im Osten, Roštín im Südosten, Rozárov, Cetechovice und Chvalnov im Süden, Strabenice und Nový Dvůr Marie im Südwesten, Litenčice im Westen sowie Hoštice im Nordwesten.

## Geschichte
Die erste schriftliche Erwähnung des Ortes erfolgte 1355 als der Vladike Jimram von Honeticz den Hof Honeticz an die Brüder Stach und Skoch von Troubky verkaufte. Im Laufe der Zeit wurde das Gut mehrfach geteilt und die Besitzer wechselten häufig. Im Jahre 1437 besaß Jan Dúpnik von Nitkovice das gesamte Gut Honieticz. Er verkaufte es 1446 an Oneš von Zástřizl. Dessen Söhne Oneš und Hynek überschrieben Honieticz 1491 in der Landtafel an Jaroš von Zástřizl, der es seiner Herrschaft Morkovice zuschlug. 1523 wurde Honieticz wieder von Morkovice abgetrennt und an die Brüder Vítek und Jan von Dobrčice veräußert. Vítek, der später alleiniger Besitzer des Gutes war, verkaufte es 1540 an Jindřich von Zástřizl, der es an seine Herrschaft Cetechovice anschloss. Im Jahre 1655 verkaufte Melichar Ledenický von Ledenice auf Cetechovice Honieticz an Jan Kokorský von Kokor. Damit wurde das Gut an die Herrschaft Zdislavice angeschlossen. Zu den weiteren Besitzern gehörten die Geschlechter Ottislaw von Kopenitz und Dubský von Třebomyslice. Das älteste Ortssiegel stammt aus dem Jahre 1693 und zeigte eine Pflugschar. Bis zur Mitte des 19. Jahrhunderts blieb das Dorf immer nach Zdislavice untertänig.
Nach der Aufhebung der Patrimonialherrschaften bildete Honětice / Honietitz ab 1850 eine Gemeinde in der Bezirkshauptmannschaft Kroměříž. Die Bewohner lebten von der Landwirtschaft. Im Jahre 1869 hatte das Dorf 344 Einwohner und im Jahre 1900 waren es 392. 1870 wurde in dem Dorf eine Grundschule eingerichtet. Die Gemeinde hatte im Jahre 1930 eine Katastralfläche von 369 ha, in den 83 Häusern des Ortes lebten 357 Personen. Seit der zweiten Hälfte des 20. Jahrhunderts ist die Einwohnerzahl von Honětice stark rückgängig. Mit Beginn des Jahres 1986 wurde Honětice nach Litenčice eingemeindet. Seit dem 1. Januar 1993 bildet Honětice wieder eine eigene Gemeinde.

## Wappen
Beschreibung: In Grün eine in Silber und  Rot gespaltene Lilie vor zwei gekreuzten goldenen Pfeilen, unter denen ein goldener Halbmond mit den Spitzen nach oben zeigend liegt.
Symbolik: Honětice führt ein Wappen und Banner. Die Lilie symbolisiert die Herren von Zástřizl, die Pfeile das Geschlecht Ottislaw von Kopenitz und der goldene Halbmond die Vladiken von Nitkovice und Honětice. Die grüne Farbe soll auf den landwirtschaftlichen Charakter des Ortes verweisen.

## Gemeindegliederung
Für die Gemeinde Honětice sind keine Ortsteile ausgewiesen.

## Sehenswürdigkeiten
- Kapelle
- Statue des hl. Johannes von Nepomuk, sie wurde in der Mitte des 18. Jahrhunderts auf Veranlassung von Leopold Klement Ottislaw von Kopenitz geschaffen
- Burgstätte mit vorgeschichtlichen Knochengräbern im Wald Obora, nördlich des Dorfes
- Reste der wüsten Feste Svárov, nördlich des Ortes am Oborawald